# Русское Поречное
Русское Поречное — село в Суджанском районе Курской области. Входит в состав Пореченского сельсовета.

## География
Село находится на реке Суджа, в 17,5 км от российско-украинской границы, в 75 км к юго-западу от Курска, в 16 км к северо-востоку от районного центра — города Суджа, в 2 км от центра сельсовета — Черкасское Поречное.
Улицы
В селе улицы: Борисова, Гора, Гусинец, Курган, Мишуткина, Некрасова, Павлова, Прилеповка, Центральная, Шпилёвка.
Климат
Русское Поречное, как и весь район, расположенo в поясе умеренно континентального климата с тёплым летом и относительно тёплой зимой (Dfb в классификации Кёппена).
| Показатель                                                                   | Янв. | Фев. | Март | Апр. | Май  | Июнь | Июль | Авг. | Сен. | Окт. | Нояб. | Дек. | Год  |
| ---------------------------------------------------------------------------- | ---- | ---- | ---- | ---- | ---- | ---- | ---- | ---- | ---- | ---- | ----- | ---- | ---- |
| Средний суточный максимум, °C                                                | −3,6 | −2,4 | 3,6  | 13,5 | 19,7 | 23   | 25,5 | 24,9 | 18,5 | 11   | 3,8   | −0,7 | 11,4 |
| Средняя температура, °C                                                      | −5,6 | −5   | −0,1 | 8,6  | 15,1 | 18,7 | 21,1 | 20,3 | 14,3 | 7,6  | 1,6   | −2,7 | 7,8  |
| Средний суточный минимум, °C                                                 | −8,1 | −8,2 | −4,2 | 3,1  | 9,4  | 13,3 | 16,1 | 15,1 | 10   | 4,2  | −0,7  | −4,9 | 3,8  |
| Норма осадков, мм                                                            | 50   | 43   | 48   | 49   | 62   | 68   | 73   | 51   | 55   | 55   | 46    | 48   | 648  |
| Источник: Погода по месяцам c ru.climate-data.org(дата обращения: Июль 2021) |      |      |      |      |      |      |      |      |      |      |       |      |      |

## История
Село Русское Поречное известно из письменных источников с 1688 года под названием Поречное. В книге А. А. Танкова «Историческая летопись Курского дворянства» оно описано так:
Подлинная писцовая и межевая книга села Поречного поместного владения Михаила Дмитриевича Кудинова, Алексея Родионовича Ворошилина, Акима Никитича Бобровского и Григория Борисовича Поречного с товарищи, письма и межеванья писца Василия Елизарьевича Сибилева 1688 г… Всего переписано 21 двор. В селе проживали: Аристов 1 двор, Бобровской 2 двора, Восьянов 1 двор, Воравин 2 двора, Ворванина 1 двор, Ворошилин 3 двора, Выдрин 1 двор, Ивошин 1 двор, Колесов 1 двор, Кудинов −1 двор, Молчанов 1 двор, Поречной — 4 двора, Прилуцкой 1 двор, Постригичев 1 двор, Санков 2 двора, Федоровской 2 двора, Филков 1 двор, Щегленинов 1 двор, Чертков 1 двор."

### Российское вторжение в Украину
Во время российского вторжения в Украину в ходе боёв в Курской области 30 августа 2024 года село было оккупировано Вооружёнными силами Украины и возвращено под контроль Вооружённых сил России не позднее 11 января 2025 года. 18 января — спустя неделю после перехода села под российский контроль — ТАСС, ссылаясь на источник в «российских силовых структурах», сообщило, что в селе были найдены останки семи мирных жителей, якобы расстрелянных бойцами ВСУ в подвале двух жилых домов, и опубликовало две видеозаписи. По видеозаписям невозможно установить дату и место записи видео, личности и обстоятельства гибели людей. Независимое наблюдение за районом обнаружения тел было невозможным. Россия не предоставила независимых доказательств своим заявлениям о преднамеренном убийстве гражданских.
26 января 2025 года пресс-служба судов Курской области заявила об аресте украинского военнослужащего. По версии Следственного комитета РФ, с 28 сентября по 24 ноября 2024 года по приказу своего командира он, а также трое его сослуживцев убили 11 мужчин и 11 женщин, восемь из которых сначала были изнасилованы. Каких-либо дополнительных свидетельств, кроме признания пленного военнослужащего, подтверждающие эту версию власти РФ не сообщали. Украинская сторона обвинения отрицает, утверждая, что это продолжение «дезинформационной кампании» российской пропаганды. Руководитель пресс-центра сил обороны Украины заявил, что Украина эвакуировала некоторых жителей села в соседнюю Суджу, другие остались в Поречном добровольно. Он предположил, что оставшиеся жители спрятались в подвале, который был потом забросан гранатами воюющими за Россию солдатами из Северной Кореи, которые не понимают ни русского, ни украинского языков.

## Население
| 2002 | 2010 |
| ---- | ---- |
| 355  | ↘298 |

## Инфраструктура
Личное подсобное хозяйство. Русско-пореченская Основная Общеобразовательная школа. В селе 176 домов.

## Транспорт
Русское Поречное находится в 6 км от автодороги регионального значения 38К-004 (Дьяконово — Суджа — граница с Украиной), в 7 км от автодороги 38К-024 (Льгов — Суджа), на автодороге межмуниципального значения 38Н-070 (38К-004 — Киреевка), в 4 км от автодороги 38Н-071 (38Н-070 — 38К-024), в 3 км от автодороги 38Н-723 (Черкасское Поречное — Ивашковский), в 7,5 км от ближайшей ж/д станции Локинская (линия Льгов I — Подкосылев). Остановка общественного транспорта.
В 117 км от аэропорта имени В. Г. Шухова (недалеко от Белгорода).

## Достопримечательности
- Братская могила воинов Красной Армии, погибших в период Великой Отечественной войны
- Церковь Димитрия Солунского. Трёхсрубная трёхъярусная церковь, построенная в 1733 году. Она была утрачена в 1989 году из-за пожара.